# 미국의 플리 바게닝
미국의 플리 바게닝(plea bargaining in the United States)은 미국 형사소송법에서 규정하고 있는 플리 바겐(사전형량조정제도) 제도이다.
미국에서 플리바게닝은 매우 일반적이다. 미국에서 대부분의 형사 사건은 배심원 재판이 아닌 유죄 판결로 해결된다. 1984년 연방 사건의 84%에서 2001년에는 94%로 증가했다. 플리바게닝은 법원의 승인을 받아야 하며 각 주와 관할권마다 다른 규칙이 적용된다. 게임 이론은 유죄 협상 결정을 분석하는 데 사용되었다.
유죄 협상의 합헌성은 1970년 브래디 대 미국(Brady v. United States)에 의해 확립되었지만, 대법원은 피고인이 자유롭게 행동할 수 있는 능력을 압도할 만큼 충분히 크거나 강압적이거나 또는 상당수의 무고한 사람들이 유죄를 인정하면 금지되거나 합헌성에 대한 우려로 이어질 수 있다. 산토벨로 대 뉴욕(Santobello v. New York)은 탄원 협상이 파기되면 법적 구제책이 존재한다고 덧붙였다.
미국 사법 제도의 몇 가지 특징은 유죄 협상을 촉진하는 경향이 있다. 이 시스템의 적대적 성격은 판사를 수동적인 역할에 놓이게 한다. 판사는 사실 기록을 개발하는 당사자에게 전적으로 의존하고 피고에 대한 사건의 강도를 평가할 정보를 독립적으로 발견할 수 없다. 따라서 당사자들은 권리를 행사하거나 흥정하여 사건의 결과를 통제할 수 있다. 강제 기소의 부재는 또한 검사에게 더 큰 재량권을 부여한다. 그리고 범죄 피해자가 개인 기소를 할 수 없고 유죄 판결에 영향을 미칠 수 있는 제한된 능력도 유죄 협상을 조장하는 경향이 있다. 유죄 협상에 대한 이러한 유인은 "재판 처벌"로 설명되었으며 검사는 모노옵소니스트로 설명되었다.